# 夜と血のカンケイ。
『夜と血のカンケイ。』（よるとちのカンケイ）は、丸山英人による日本のライトノベル。イラストはosaが担当している。電撃文庫（アスキー・メディアワークス）より、2009年7月から既刊3巻が刊行されている。次巻4巻で完結予定だったが、続刊なし。

## 登場人物
陶原 健悟（とうはら けんご）
高校1年生の少年。園芸部員。
ある目的のためすこぶる健康を維持している。
夜音（よるね）
17歳の吸血鬼の少女。
清水（しみず）
クラスメイト。お寺の娘。陶原と同じく園芸部員。発育が良い。
小夜（さよ）
夜音に仕える吸血鬼の少女。
マレイン
新任の英語教師として陶原の学校にやってきた。
広野（ひろの）
園芸部員の少年。
部長（ぶちょう）
園芸部の部長の少女。名前は不明。

## 既刊一覧
| タイトル | タイトル                | 初版発行日     | ISBN              |
| -------- | ----------------------- | -------------- | ----------------- |
| 1        | 夜と血のカンケイ。      | 2009年7月10日  | 978-4-04-867900-8 |
| 2        | 夜と血のカンケイ。（2） | 2009年11月10日 | 978-4-04-868144-5 |
| 3        | 夜と血のカンケイ。（3） | 2010年2月10日  | 978-4-04-868337-1 |